# WISP1
WISP1 (англ. WNT1 inducible signaling pathway protein 1) – білок, який кодується однойменним геном, розташованим у людей на короткому плечі 8-ї хромосоми. Довжина поліпептидного ланцюга білка становить 367 амінокислот, а молекулярна маса — 40 331.
| 10         |  | 20         |  | 30         |  | 40         |  | 50         |
| ---------- |  | ---------- |  | ---------- |  | ---------- |  | ---------- |
| MRWFLPWTLA |  | AVTAAAASTV |  | LATALSPAPT |  | TMDFTPAPLE |  | DTSSRPQFCK |
| WPCECPPSPP |  | RCPLGVSLIT |  | DGCECCKMCA |  | QQLGDNCTEA |  | AICDPHRGLY |
| CDYSGDRPRY |  | AIGVCAQVVG |  | VGCVLDGVRY |  | NNGQSFQPNC |  | KYNCTCIDGA |
| VGCTPLCLRV |  | RPPRLWCPHP |  | RRVSIPGHCC |  | EQWVCEDDAK |  | RPRKTAPRDT |
| GAFDAVGEVE |  | AWHRNCIAYT |  | SPWSPCSTSC |  | GLGVSTRISN |  | VNAQCWPEQE |
| SRLCNLRPCD |  | VDIHTLIKAG |  | KKCLAVYQPE |  | ASMNFTLAGC |  | ISTRSYQPKY |
| CGVCMDNRCC |  | IPYKSKTIDV |  | SFQCPDGLGF |  | SRQVLWINAC |  | FCNLSCRNPN |
| DIFADLESYP |  | DFSEIAN    |  |            |  |            |  |            |

A: Аланін

C: Цистеїн

D: Аспарагінова кислота

E: Глутамінова кислота

F: Фенілаланін

G: Гліцин

H: Гістидин

I: Ізолейцин

K: Лізин

L: Лейцин

M: Метіонін

N: Аспарагін

P: Пролін

Q: Глутамін

R: Аргінін

S: Серин

T: Треонін

V: Валін

W: Триптофан

Задіяний у таких біологічних процесах, як клітинна адгезія, сигнальний шлях Wnt, альтернативний сплайсинг. 
Секретований назовні.